# فرقة المجازفين
فرقة المجازفين وفي النسخة الأصلية يدعى RollBots  هو مسلسل تلفزيوني كندي للرسوم متحركة أُنْشِأَ بِوَاسطة مايكل ميليغان ومن إنتاج شركة أمبروود للترفيه. عُرضَ البرنامج التلفزيوني لأول مرة في هونغ كونغ على قنواتك في 7 فبراير 2009، وفي هونغ كونغ على The CW4Kids في 19 سبتمبر 2009. وتَوَاصل بثه حتى نهايته في 1 ديسمبر 2009. تمت دبلجته إلى العربية مع تحويل اسمه إلى «فِرْقَة الُجَازِفِين». وعرض على عدد من الشاشات العربية مثل أجيال وغيرها من المحطات.

## روابط خارجية
- فرقة المجازفين على موقع IMDb (الإنجليزية)
- فرقة المجازفين على موقع ميتاكريتيك (الإنجليزية)
- فرقة المجازفين على موقع قاعدة بيانات الفيلم (الإنجليزية)